# منطقة ممنوعة

احتلت فرنسا خلال الحرب العالمية الثانية، والتي تبين مناطق الاحتلال الألمانية والإيطالية، والمنطقة المحتلة، والمنطقة الحرة، والإدارة العسكرية في بلجيكا وشمال فرنسا، وضمت الألزاس، لورين، والمنطقة المحرمة

منطقة ممنوعة («المنطقة المحرمة») إقليمين متميزين تم تأسيسهما في فرنسا التي احتلتها ألمانيا خلال الحرب العالمية الثانية بعد توقيع الهدنة الثانية في كومبين.

## المنطقة العسكرية الساحلية
تم إنشاء منطقة مقيدة الوصول إلى المدنيين لزيادة أمن الجدار الأطلسي. عرضها 20 كيلومترًا، وامتد على طول ساحل المحيط الأطلسي من دونكيرك إلى هنداي. كانت تدار من قبل الإدارة العسكرية في شمال فرنسا وبلجيكا من بروكسل.

## منطقة المستوطنة الألمانية
مساحة شاسعة من الأراضي في الأجزاء الشمالية والشرقية من فرنسا المحتلة تضم ما مجموعه ستة أقاليم وأجزاء من أربعة أخرى تمتد من مصب السوم إلى الحدود السويسرية في جورا.  تم فصل هذه المنطقة عن بقية المنطقة المحتلة بخط ترسيم وتم فصلها فعليًا عن باقي فرنسا. غالبًا ما يتم استخدام مصطلحي réservée («المنطقة المحجوزة») و interdite للمنطقة بالتبادل، لكن تميز بعض المصادر عن المنطقة المحظورة الأصغر، والتي تضم أجزاء من إدارات سوم وأن والأردين، من المنطقة المحجوزة الأكبر. يبدو أن خط الترسيم الإضافي هذا لم يكن موجودًا بعد النظرية.
على الرغم من أن أدولف هتلر لم يكن لديه في البداية أي خطط للتوسع الإقليمي نحو شرق فرنسا باستثناء إسترجاع الألزاس-لورين الألمانية سابقًا (على الرغم من ذلك، فهو لا يعتبر الحصول على هذه المقاطعات فائدة حقيقية لألمانيا، حيث يخبر ألبرت شبير اعتقاده بأنها أصبحت «لا قيمة له من الناحية العرقية» بعد عقود من الحكم الفرنسي )، وموقف الهيمنة الألمانية الكاملة المكتسبة بعد معركة فرنسا مكّنه من التخطيط لضم تلك المناطق الفرنسية التي يُعتبر امتلاكها ميزة إستراتيجية أو اقتصادية إلى ألمانيا. كان هذا هو الحال خاصة مع المناطق الحدودية التي يمكن تبرير دمجها بطريقة ما على أساس الحدود الفرنسية الألمانية التاريخية. خلال نهاية مايو 1940 (قبل الهدنة)، أصدر هتلر تعليماته إلى فيلهلم ستوكارت، وزير الدولة في وزارة الداخلية لإعداد اقتراحات للحدود الغربية الجديدة. تناقش مذكرة مكتوبة في 14 يونيو 1940 من قبل Stuckart ضم بعض المناطق في شرق فرنسا إلى الرايخ الألماني. تقدم الوثيقة خطة لإضعاف فرنسا من خلال تقليص البلاد إلى حدود العصور الوسطى المتأخرة مع الإمبراطورية الرومانية المقدسة واستبدال السكان الفرنسيين في المناطق التي ضمتها بالمستوطنين الألمان. شكلت هذه المذكرة الأساس لما يسمى «الخط الشمالي الشرقي» (يُطلق عليه أيضًا «الخط الأسود» و «خط الفوهرر»)،  والذي يمثل النطاق الإقليمي للمنطقة المحرمة.
في 28 يونيو 1940، تم إغلاق المنطقة بإحكام، بسبب الدمار الذي سببته المعارك العنيفة أثناء الحملة الألمانية.  لم يُسمح للاجئين الذين فروا من التقدم الألماني خلال معركة فرنسا في البداية بالعودة إلى الإقليم، لكن تم زيادة عدد المارة تدريجياً للعاملين في وظائف قصيرة. بعد أغسطس 1940، تمت مصادرة أراضي المزارعين الذين لم يعودوا إلى المنطقة من قِبل Ostdeutsche Landbewirtschaftungsgesellschaft («إدارة الأراضي الألمانية الشرقية») التي تدير الأراضي الزراعية البولندية المصادرة. أخذت الشركة اسم ويستلاند في المنطقة المحرمة، وبحلول صيف عام 1942 كانت تدير حوالي 4 ملايين هكتار من الأراضي الزراعية. ومع ذلك، لم يكن من الممكن على الفور إعادة توزيع الأراضي على الفلاحين الألمان بسبب العدد المحدود من المستوطنين المحتملين، مشكلة تفاقمت أكثر فأكثر بسبب احتياجات القوى العاملة المتزايدة في فيرماخت. على أي حال، لم تكن القوات الألمانية التي تحرس الخط كافية في العدد لمنع عودة سكان الإقليم، وبحلول نهاية عام 1940، كان ما يقرب من مليون منهم فقط لا يزالون في عداد المفقودين (يصل إلى ما يقرب من 1\7 سكان الحرب).
بعد بدء عملية بربروسا في يونيو 1941، تم التخلي عن أي طموحات ألمانية باقية لتوسيع الرايخ غربًا بعد ضم الألزاس - لورين ولوكسمبورغ. جلبت الحرب مع الاتحاد السوفياتي احتمال الفتوحات الشاسعة في الشرق التي كانت ستستغرق عقودًا (إن لم يكن لأجيال) للاستعمار. هتلر، الذي كان يعتقد دائمًا أن مصير ألمانيا يكمن في الشرق، فقد خسر أيًا كان اهتمامه بتحويل المستوطنين الألمان ومواردهم من الشرق في محاولة لاستعمار ما اعتبره جارًا غربيًا «حضاريًا» لألمانيا. في ليلة 17-18 ديسمبر 1941، تم ببساطة سحب القوات الألمانية التي تحرس الخط، حيث قرر القائد العسكري لفرنسا أوتو فون شتولناجل أن يحول القوى العاملة الألمانية المحدودة بشكل متزايد لحراسة الخط الذي يعتبره مجرد وهم لم يعد هناك ما يبرره.  ومع ذلك، من الناحية النظرية، استمر وجود الخط لبقية فترة الاحتلال الألماني.